# قيصوم سيبيري
القيصوم السيبيري (باللاتينية: Achillea sibirica) نوع نباتي عشبي يتبع جنس القيصوم من الفصيلة النجمية.